# 連邦最高裁判所 (ブラジル)

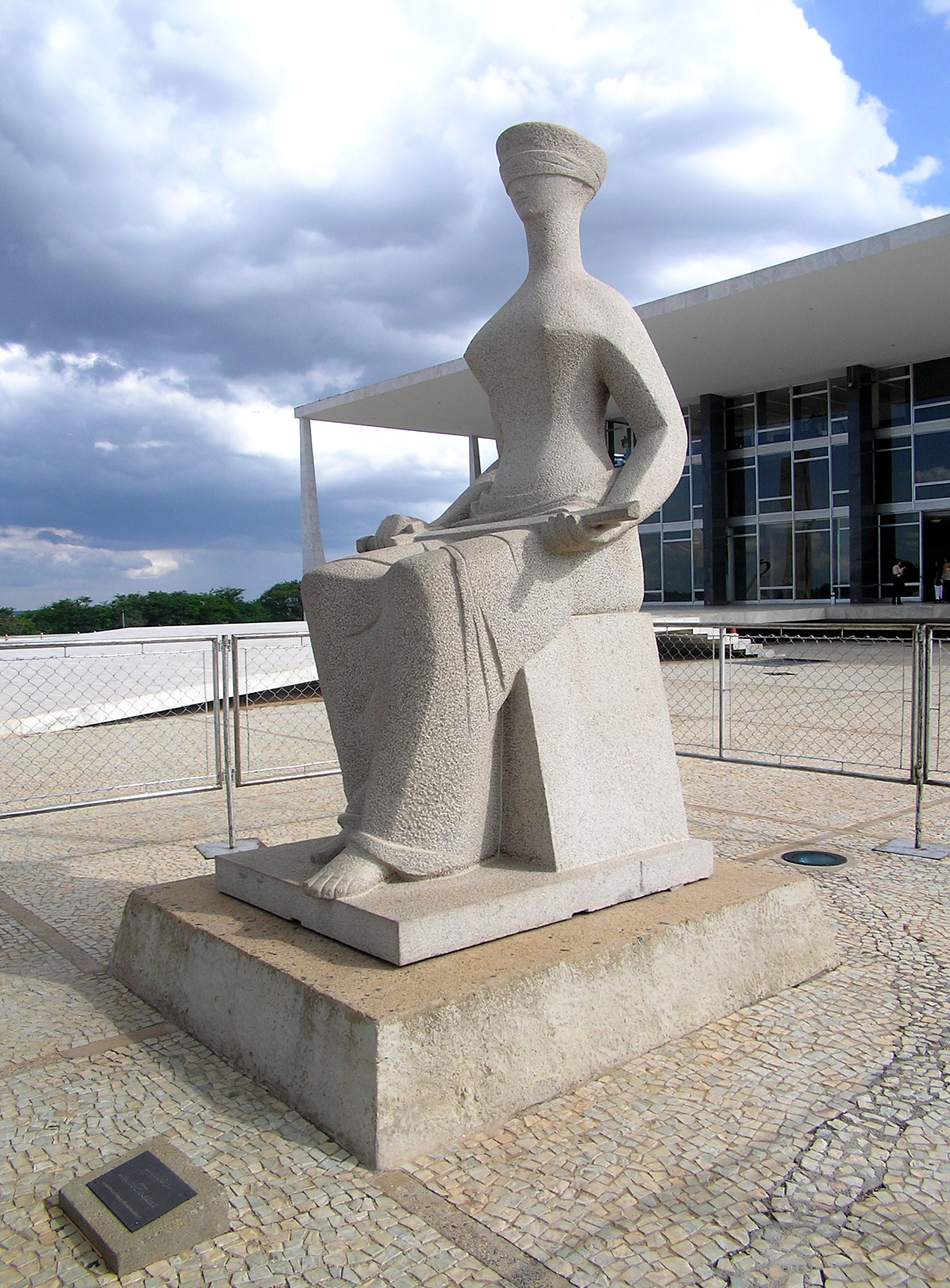
Alfredo Ceschiatti「The Justice」

連邦最高裁判所（れんぽうさいこうさいばんしょ、ポルトガル語: Supremo Tribunal Federal）は、ブラジル連邦共和国の最上級裁判所であり、主に憲法裁判所としての役割を担っている。ブラジルにおける憲法問題に関する終審裁判所であり、その裁判に対して上訴することはできない。専ら下位規範に関する紛争については、高等司法裁判所が終審裁判所となる。首都ブラジリアにある。
主に非常上告に対する上訴審としての管轄権のほか、合憲性の判断を含む事件についての第一審の管轄権を有しており、国民会議で成立した法律に対する抽象的違憲審査権を有する。
連邦最高裁判所裁判官は、「大臣」（Ministro）と呼ばれるが、行政機関の「大臣」との類似点はない。裁判官は大統領が任命し、連邦元老院（上院）が承認する。定年は70歳。
2002年から、連邦最高裁判所における裁判官や事務官の会議はすべてテレビで放映されるようになった。法廷は会議を見る一般の人のために公開されている。
2009年、「エコノミスト」は、連邦最高裁判所のことを「1998年憲法によって確立した過剰な権利と特権のおかげで、世界で最も過酷な裁判所」と評した。

## 歴史
連邦最高裁判所は、植民地時代、ポルトガルのブラガンサ王朝がリオデジャネイロに到達した1808年に設置された。当時はブラジル上訴院（Casa da Suplicação do Brasil）と呼ばれた。ブラジル独立宣言と1824年の帝国憲法採択に続き、1829年に最高司法裁判所（Supremo Tribunal de Justiça）が作られ、最初の共和国憲法の成立に伴い、現在の連邦最高裁判所ができた。1960年、新首都ブラジリアに移転した。
裁判所の創設に関する憲法の規定は、ブラジルの初代大統領デオドロ・ダ・フォンセカが新しい裁判官を任命することを認めていたが、彼は、前身である帝国裁判所で当時裁判官をしていた者を連邦最高裁判所の最初の裁判官として任命した。
今までに200人が裁判官に任命されている。1891年憲法は、裁判官の数を15人と定めた。ジェトゥリオ・ドルネレス・ヴァルガス政権は、これを11人に減らした。1965年に16人に増加されたが、1969年に再び11人に戻され、これは現在まで変更されていない。ブラジルの全大統領の中で、ただ一人カフェ・フィーリョだけが裁判官に任命されていない。

## 連邦最高裁判所長官
長官と副長官は、2年の任期中に連邦最高裁判所裁判官の中から秘密投票で選出される。連続での再任はできない。慣習として、政治色を帯びないよう、長官に選ばれたことのない裁判官のうち最年長の者が選ばれる。現役の裁判官全員が既に長官に選ばれたことがある場合、順番は再び元に戻る。しかし、70歳の定年が存在し、当然その空席を補充する新しい裁判官が選ばれることから、順番が一巡することは珍しく、長官の順番が回ってくる前に辞めさせられる裁判官もいる。
同じ慣習によると、連邦最高裁判所は一定期間ごとに、次の長官に選ばれることになる裁判官を副長官として選出する。また、慣習として、長官と副長官の選挙は決して全会一致にはならず、どの選挙でも必ず一人、他とは異なる票が入れられる。その選挙で選出されることになる裁判官は、自分の票を自分に投じないからである。選出される裁判官は、自分の票を、最年長の裁判官やその他の敬意を表したい年長の裁判官に投じる。